# Henri Baulig
Henri Baulig, né le 17 juin 1877 à Paris 10e et mort le 8 août 1962 à Ingwiller (Bas-Rhin), est un géographe français spécialiste de la géomorphologie.

## Premiers pas aux États-Unis
Fils d’un concierge parisien, Henri Baulig entre à la Sorbonne en 1896. Quatre ans plus tard, il y obtient une licence ès lettres. Il suit à cette époque les cours de Paul Vidal de la Blache, rencontre décisive qui le pousse à abandonner sa première orientation vers l’histoire pour rejoindre la géographie, discipline où il présente un DES en 1903.
Remarqué, Baulig bénéficie en 1904 d’une bourse offerte par le gouvernement français pour suivre durant une année les cours de l’université Harvard. Il prolonge ce séjour en devenant ensuite le collaborateur du grand géographe américain William Morris Davis, fondateur d’une géomorphologie qu’il contribuera à faire connaître à son retour en France. En 1907, il devient « instructeur » à l’université George Washington, poste qu’il occupe jusqu’en 1909.
Baulig gardera, outre des liens prolongés avec le milieu universitaire américain, une profonde connaissance des États-Unis, matière, trente ans plus tard, du célèbre tome XIII de la Géographie universelle de Vidal de La Blache et de Lucien Gallois. Cette publication, très appréciée outre-Atlantique, notamment à cause de sa démarche régionale qui séduit les lecteurs américains, lui vaudra de recevoir en 1948 la médaille d’or Charles Daly de l’american geographical society.

## La consécration strasbourgeoise
Revenu à Paris en 1909, il assure à la Sorbonne des travaux pratiques pour rejoindre en 1912 l’université de Rennes comme chargé de conférences, poste qu’il conserve jusqu’en 1919.
Après l’armistice de 1918, dans le contexte du retour à la France de l’Alsace-Lorraine, le gouvernement accorde une grande attention au renforcement de l’université de Strasbourg, vecteur du rayonnement français au-delà du Rhin. À cette fin, les meilleurs enseignants, ainsi Marc Bloch, Lucien Febvre, André Piganiol ou Maximilien Sorre, sont recrutés pour y constituer un foyer universitaire de haut niveau.
Baulig, chargé de réorganiser l’Institut de géographie, réussit pleinement, durant les trente années de son magistère, à renforcer le renom international de l’Université alsacienne.

Devenu maître de conférences en janvier 1921, il n’est pourtant pas encore docteur à cette date. Il ne soutient sa thèse, sans doute commencée au début du siècle mais retardée par ses nombreuses obligations, qu’en 1928, à 51 ans, après 25 ans d’enseignement.
 
Cette étude physique, Le plateau central et sa bordure méditerranéenne : étude morphologique, lui vaut, par sa qualité, le soutien d’Emmanuel de Martonne qui intercède pour que la charge de cours de Baulig à l’université de Strasbourg soit transformée en poste de professeur. 
Nommé sans chaire en octobre 1928, il obtient enfin cette promotion en avril 1930. À cette époque, les travaux de Baulig, essentiellement tournés vers la géographie physique, accordent une large place, dans l'explication des formes du relief, aux variations du niveau des mers, dites eustatiques, par rapport aux continents supposés stables. Pour Davis, en effet, chaque forme du relief présente un stade final si les facteurs en jeu ne sont pas modifiés. Baulig adopte l’approche originale du maître, parfois critiquée, sur la genèse des formes et sa relation avec les cycles d’érosion. 

## Un représentant de la géomorphologie française
En septembre 1938, à la suite de Joseph Duquesne, Baulig prend la direction du Centre d'études germaniques de Strasbourg. Créé en 1921 à Mayence, ce dernier avait pour but à l’origine de permettre aux fonctionnaires expatriés de préparer les examens universitaires de l’université de Strasbourg. Transféré dans cette ville en 1930 lors de l’évacuation de la Rhénanie par la France, le Centre devient, en marge du système scientifique universitaire, un outil de connaissance de l’Allemagne par une approche interdisciplinaire novatrice à cette époque, accueillant des historiens, des économistes, des sociologues, des juristes et surtout, à l’exemple de Baulig, des géographes. 
La ville de Strasbourg étant évacuée en septembre 1939, Baulig réinstalle le CEG à Clermont-Ferrand. Renouant avec son ancien objet, renommé « Centre d'études européennes », il devient un « institut d’administration » où s'installe tant bien que mal son ancienne équipe. Baulig parvient même à aider plusieurs chercheurs à fuir la France en jouant sur ses contacts avec les États-Unis, ainsi Jean Gottmann qui s’établit à Princeton avec son appui, ou en abritant d’autres dans un relatif anonymat au sein de son centre de recherches. Après plusieurs rafles, dont celle de novembre 1943, qui déciment son équipe, Baulig est arrêté à son tour par la Gestapo en juin 1944. 
Libéré en juillet, il retourne à Strasbourg en 1946 pour relancer le Centre d'études germaniques. Il le dirige jusqu’en 1950, au-delà de la retraite universitaire qu’il prend en 1947. Les dernières années sont pour Baulig celles des honneurs officiels, alors même que son apport scientifique apparaît concurrencé par une nouvelle génération de géographes, ainsi Jean Tricart qui porte haut la géographie physique nationale. Membre correspondant de l’Académie des sciences, section Géographie et Navigation, en 1949, il consacre ses dernières années à des travaux d'épistémologie. 
Henri Baulig meurt près de Strasbourg, à Ingwiller, en août 1962, à l’âge de 85 ans.

## Décorations
- Officier de la Légion d'honneur (1954)[3]

## Publications
- Le Plateau central de la France et sa bordure méditerranéenne, étude morphologique, 1928
- Les États-Unis, tome XIII de la Géographie universelle dirigée par Paul Vidal de La Blache et Lucien Gallois, 1935-1936.
- Problèmes des terrasses, 1949-1950
- Essais de géomorphologie, 1950
- Vocabulaire franco-anglo-allemand de géomorphologie, 1956

## Sources
- Paul Leuillot, Édouard Will, Henri Baulig (1877-1962), Annales. Économies, Sociétés, Civilisations, Année 1963, volume 18, numéro 3.